# Flavia Julia Constantia
Flavia Julia Constantia (après 293-330) est la fille de l'empereur romain Constance Chlore et de sa deuxième femme Flavia Maximiana Theodora.
En 313 l'empereur Constantin Ier, qui était le demi-frère de Constantia, l'offrit en mariage à son co-empereur Licinius à l'occasion d'une rencontre à Mediolanum (Milan). Elle porta un enfant du nom de Valerius Licinianus Licinius en 315, et quand des troubles entre Constantin Ier et Licinius commencèrent en 316, Constantia demeura aux côtés de son mari. Lorsqu'une deuxième guerre éclata entre les deux empereurs en 324, Constantia intercéda auprès de Constantin pour épargner la vie de Licinius. L'empereur accepta mais obligea Licinius à vivre à Thessalonique. Néanmoins, l'année suivante il ordonna l'exécution de Licinius et de son fils Valerius (Licinius II). Constantia est une nouvelle fois ébranlée par la mort — également ordonnée par Constantin Ier — de son fils Licinius II.
Dans les années qui suivirent, Constantia vécut dans les honneurs à la cour de son frère et mourut vers 330.